# Alejandro Villarreal
Alejandro Villarreal Zuluaga (Medellín, 28 de julio de 2005) es un futbolista colombiano que juega como delantero en el club argentino  Club Atlético Aldosivi

## Trayectoria
Comenzó su carrera en Cali a los seis años con EF Leones del Sur. Posteriormente representó a América de Cali antes de jugar seis temporadas en las categorías inferiores del Deportivo Cali. 

### Santos
El 7 de marzo de 2024, se hizo un acuerdo con el club brasileño Santos,  pero su registro no se realizó a tiempo ya que el Profeta solo tenía un contrato amateur en Deportivo Cali, lo que retrasó la autorización de la transferencia.  Recién fue inscrito oficialmente en julio, y además entrenó con el plantel del primer equipo;  Cali además conservó el 10% de sus derechos económicos. 
Hizo su debut profesional con Peixe el 17 de agosto de 2024, sustituyendo en la segunda mitad a João Schmidt en la derrota en casa por 1-0 de la Serie B ante Avaí . 
Aldosivi
Ha llegado a su nuevo club en este Julio 2025, el Aldosivi, de Argentina.

## Carrera internacional
El 20 de agosto de 2024, fue convocado por el entrenador César Torres a la selección nacional sub-20 de Colombia para dos amistosos contra Uruguay,  pero fue eliminado de la convocatoria seis días después. 